# 鹿児島高等農林学校
| 鹿児島高等農林学校 （鹿児島高農） | 鹿児島高等農林学校 （鹿児島高農） |
| --------------------------------- | --------------------------------- |
| 創立                              | 1908年（明治41年）                |
| 所在地                            | 鹿児島市                          |
| 初代校長                          | 玉利喜造                          |
| 廃止                              | 1952年（昭和27年）                |
| 後身校                            | 鹿児島大学                        |
| 同窓会                            | 鹿児島大学農学部 あらた同窓会     |

鹿児島高等農林学校 （かごしまこうとうのうりんがっこう） は、1908年 （明治41年） に設立された官立旧制専門学校。

## 概要
- 日露戦争後の産業発展に鑑み南方資源開発を目的として設立された、官立第二高等農林学校。高等農林としては2番目の伝統を持つ。創立時は、本科に農学科、林学科の 2科を設置した （後に養蚕学科、農芸化学科、獣医学科を増設）。
- 第二次世界大戦中に鹿児島農林専門学校 （略称： 鹿児島農専） と改称された。
- 学制改革により1949年、農・文理・教育・水産の4学部で発足する新制鹿児島大学に包括され、農学部となった。改革で「一県一国立大学」という原則論が打ち出されたほか、鹿児島県内には農林専門学校のほか第七高等学校造士館、水産専門学校、師範学校、青年師範学校が揃っていて鹿児島の各学校は福岡の九州大学に勢力的に対抗する意味もあった。
- 同窓会は 「鹿児島大学農学部あらた同窓会」 と称し、旧制・新制合同の会である。

## 沿革

### 鹿児島高等農林学校時代
- 1907年（明治40年）3月 - 第23回帝国議会、第二高等農林学校創設に協賛。
  - 創設経費 約220万円のうち、約110万円と土地 約16,000坪は地元鹿児島県が寄附した。
- 1908年（明治41年）
  - 2月 - 校舎起工。
  - 3月 - 文部省直轄諸学校官制改正により、「鹿児島高等農林学校」が設立される （勅令第68号）。
- 1909年（明治42年）
  - 5月 - 玉利喜造が初代校長に任命される。校地を鹿児島市荒田村に定める。
  - 7月 - 鹿児島高等農林学校規程を制定。
    - 専門学校令準拠の本科 （修業年限3年） に農学科、林学科を設置。
    - 校舎建設が遅れたため、寄宿舎南寮を事務所・校舎、食堂を講堂として一時的に使用。

  - 9月28日 - 第1回入学宣誓式を挙行。
  - 9月29日 - 授業を開始。
- 1910年（明治43年）9月 - 本館が完成。林園を開設。
- 1911年（明治44年）
  - 9月 - 校歌「緑したたる南洋の」を制定 （作詞:淵野旭子、作曲:村岡重任）。
  - 11月23日 - 開校式と新嘗祭を挙行。
- 1912年（明治45年）7月 - 第1回卒業式を挙行。
- 1913年（大正2年）秋 - 暴風雨で農場の柑橘類果樹が壊滅。
- 1914年（大正3年）1月 - 桜島の大正大噴火で農場・高隈演習林に被害。
- 1915年（大正4年）
  - 4月 - 種子島牧場を設置 （熊毛郡北種子村）。
  - 10月 - 校内に南洋博物館を設置。
- 1916年（大正5年）
  - 5月 - 寄宿舎を自治寮化 （1917年（大正6年）3月、「対岳寮」 と命名）。
  - 7月 - 鹿児島郡西武田村・中郡宇村に唐湊実習地を設置。
- 1917年（大正6年）
  - 4月 - 農学科を第一部 （農学）、第二部 （農芸化学）、第三部 （農芸生物） に分割。
  - この年 - 学生の研究組織として「図南会」を設立。
- 1918年（大正7年）10月 - 揖宿郡指宿村（現・指宿市）より土地の寄附を受け、指宿植物試験場を開設。温泉熱を利用し、熱帯植物の栽培・研究を行った。
- 1920年（大正9年）
  - この年 - 大学昇格運動が勃発。同窓会を設立。「農科大学の立地として、大都会、工業地、寒冷地は不適当」と主張したが、結果として、大学昇格は失敗した。
  - 2月 - 本科に養蚕学科を設置。
  - 9月 - 別科を設置 （修業年限1年、農学別科・林学別科）。
- 1921年（大正10年）3月 - 本科の農学科第二部が独立し、農芸化学科となる。農学科第三部を農学科第二部と改称。
- 1922年（大正11年）- 林学別科を廃止。
- 1923年（大正12年）6月 - 同窓会誌 「あらた」 創刊。「あらた」の由来は（1）学校の所在地「荒田」、（2）「新た」、（3）ラテン語で 「翼」（alata）。
- 1928年（昭和3年）- 図書館を改築 （現・鹿児島大学総合研究博物館 常設展示室）。
- 1929年（昭和4年）- 農学別科を廃止。
- 1931年（昭和6年）10月 - 桜島熔岩実験場を開設 （鹿児島郡西桜島村）。
- 1939年（昭和14年）4月 - 本科に獣医学科を設置。
- 1940年（昭和15年）2月 - 校内に興亜博物館を設置。
- 1941年（昭和16年）8月 - 家畜病院が完成。

### 鹿児島農林専門学校時代
- 1944年（昭和19年）4月1日 - 「鹿児島農林専門学校」と改称 （3月28日勅令第165号）。
  - 本科に農科、林学科、養蚕科、農芸化学科、獣医畜産科を設置。
- 1945年（昭和20年）6月17日 - 鹿児島大空襲で本館、寄宿舎、家畜病院、養蚕室、農産加工室、牛舎などを焼失。
- 1946年（昭和21年）2月 - 専修科を設置 （修業年限1年、農科・林科）。
  - 伊佐郡羽月村（現・伊佐市）に開設の伊佐総合実験場内。同年12月の第1回修了と共に廃止。
- 1947年（昭和22年）4月 - 農学別科を設置 （伊佐校地。修業年限1年）。
- 1948年（昭和23年）
  - 1月 - 「国立鹿児島総合大学設立準備委員会」が発足。
  - 6月 - 文部省に鹿児島大学設置認可申請書を提出。その結果総合大学の農学部として大学昇格することとなった。
  - 9月 - 本科に農業電気科を設置。
- 1949年（昭和24年）5月31日 - 新制鹿児島大学が発足し、農学部の母体となって包括され、「鹿児島大学鹿児島農林専門学校」と改称。
- 1951年（昭和26年）- 獣医専攻科（修業年限1年）を設置。
- 1952年（昭和27年）3月 - 廃止。

## 校地
創立時から廃止まで、鹿児島市荒田村 （後の鹿児島市上荒田町） の校地を使用した。後身校の鹿児島大学は荒田校地を使用し続けているが、住所は鹿児島市郡元となっている。
1909年（明治41年）、高隈演習林（垂水市海潟、3062ha）と佐多演習林（南大隅町佐多馬籠、299ha）の2つの演習林が設置された。現在は鹿児島大学農学部の施設になっている。

## 歴代校長
- 初代： 玉利喜造 （1909年5月8日 - 1922年6月）
  - 前・盛岡高等農林学校校長。
- 第2代： 吉村清尚 （1922年6月 - 1935年4月）
- 第3代： 草野嶽男 （1935年4月 - 1936年9月）
- 第4代： 小出満二 （1936年10月 - 1938年4月）
- 第5代： 谷口熊之助 （1938年4月 - 1945年1月）
- 第6代： 三浦虎六 （1945年11月24日[2] - 1952年3月）
  - 鹿児島大学農学部 初代学部長。

## 関連書籍
- 教育文化出版教育科学研究所（編） 『鹿児島大学農学部七十年史』 教育文化出版、1980年3月。